# Yeah Yeah Yeahs
Yeah Yeah Yeahs — американський інді-рок гурт. Музиканти гурту — провідна вокалістка корейського та польського походження Карен О, барабанщик Брайн Чайз і гітарист Нік Зіннер. Їх музика — це суміш ретро-стилів із важкими хард-роковими та панковими рифами та синтезаторами поряд з ексцентричним жіночим блюзовим вокалом. За словами членів гурту, назву колективу взято з нью-йоркського жаргону. Колектив утворився 2000 року як тріо, але для турне 2006 року до нього приєднався другий гітарист Імаад Васиф.